# (5034) Joeharrington
(5034) Joeharrington (1991 PW10) – planetoida z pasa głównego asteroid okrążająca Słońce w ciągu 3,5 lat w średniej odległości 2,3 j.a. Odkryta 7 sierpnia 1991 roku.